# Exechiopsis vizzavonensis
Exechiopsis vizzavonensis är en tvåvingeart som först beskrevs av Edwards 1929.  Exechiopsis vizzavonensis ingår i släktet Exechiopsis och familjen svampmyggor. Inga underarter finns listade i Catalogue of Life.